# Selenia ialensis
Selenia ialensis là một loài bướm đêm trong họ Geometridae.